# Stara Krobia
Stara Krobia – wieś w Polsce położona w województwie wielkopolskim, w powiecie gostyńskim, w gminie Krobia.

## Historia
Miejscowość pierwotnie związana była z Wielkopolską. Istnieje co najmniej od początku XV wieku. Wymieniona została w łacińskim dokumencie z 1409 jako „Antiqua Crobya”, 1409 (wg. kopii z lat 1598-1604) „Krobia Stara”, 1418 (w. kopii z ok. 1556) „Starakrobia”, 1440 „Staracrobya”, 1530 „Stara Crobia”, 1566 „Sthara Krobia”.
Wieś pierwotnie była własnością kościelną należącą do biskupstwa poznańskiego. W 1486 wieś leżała w powiecie kościańskim Korony Królestwa Polskiego. W 1510 należała do parafii Domachowo.
Pierwszy zapis o wsi pochodzi z lat 1409 oraz 1411 z dokumentu wystawionego w kancelarii biskupa poznańskiego Wojciecha Jastrzębca, który pragnąc polepszyć stan dóbr biskupich, dał dziedzicom Bukownicy jeden łan wolny w Starej Krobii oraz 100 grzywien szer. groszy praskich w zamian za połowę części Bukownicy. W 1418 Mikołaj laicus ze Starej Krobi przedkłożył Andrzejowi Łaskarzowi biskupowi poznańskiemu podarty oraz od dawna zniszczony dokument z 1409 opatrzony dwiema pieczęciami, a biskup na jego prośbę transumował go i potwierdził jego autentyczność.
W 1440 wspomniano Annę mieszczkę z Gostynia wraz z synami Mikołajem i Janem, którzy kupili jeden łan sołecki w Starej Krobii za 26 grzywien i sprzedali go Michałowi sołtysowi we wsi. W 1459 Mikołaj sołtys ze Starej Krobii toczył spór sądowy z Maciejem Stroszynem Pijanowskim. W 1450 i w 1486 odnotowano łąkę zwaną „Tymieńska Łąka” położonej na gruncie Krajewic, między Ziółkowem, a starą Krobią, a obok niej „wielką drogę” biegnącą przez las z Gostynia do Starej Krobi.
Miejscowość odnotowano również w historycznych rejestrach poborowych. W 1510 w Starej krobii było 5 łanów sołeckich, 15,5 łanów osiadłych oraz 9 łanów opuszczonych. W 1530 pobór odbył się od 6 łanów. W 1563 pobrano podatki od 9,5 łana, 5 łanów sołeckich, trzech komorników, karczmy dorocznej. W 1564 we wsi Stara Krobia wsi biskupstwa poznańskiego w kluczu krobiańskim było 26,5 łana, w tym 8,5 łanów osiadłych uprawianych w zamian za czynsz oraz dwa łany opuszczone. Z każdego łana osiadłego kmiecie płacili co roku czynsz w wysokości jednej grzywny oraz 8 groszy, dwa grosze opłaty zwanej „krowne” oraz w naturze 4 ćwiertnie owsa, dwa kapłony, dwa koguty, 10 jaj. Z dwóch łanów opustzczonych płacono po dwa talary robotnego, od karczmy 24 grosze, a z 5 łanów sołeckich 12 groszy. We wsi był folwark obejmujący 16 łanów opuszczonych gdzie wysiewano około 8 małdratów zboża. Z łąk zbierano około 5 stogów siana. W 1566 i 1571 pobrano podatki od 8,5 łanów kmiecych, jednego łana wolnego, 5 łanów sołeckich, karczmy dorocznej, 3 komorników. W 1581 pobór odbył się z 8,5 łana, 5 łanów sołeckich, 2,5 łana opuszczonego, jednego łana wolnego, 4 komorników oraz od wiatraka dziedzicznego.
Wieś duchowna, własność biskupstwa poznańskiego, pod koniec XVI wieku leżała w powiecie kościańskim województwa poznańskiego w Rzeczypospolitej Obojga Narodów. 
Wskutek II rozbioru Polski w 1793, miejscowość przeszła pod władanie Prus i jak cała Wielkopolska znalazła się w zaborze pruskim. W okresie Wielkiego Księstwa Poznańskiego (1815-1848) miejscowość wzmiankowana jako Krobia stara należała do wsi większych w ówczesnym pruskim powiecie Kröben (krobskim) w rejencji poznańskiej. Krobia stara należała do okręgu ekonomii Krobia tego powiatu i stanowiła część majątku Chumiętki, którego właścicielem był wówczas rząd pruski w Berlinie. Według spisu urzędowego z 1837 roku wieś liczyła 266 mieszkańców, którzy zamieszkiwali 31 dymów (domostw).
W latach 1975–1998 miejscowość administracyjnie należała do województwa leszczyńskiego.
We wsi działa zespół szkół (szkoła podstawowa i gimnazjum).